# Carla Boyd
Pour les articles homonymes, voir Boyd.
Carla Maree Boyd (épouse Porter, née le 31 octobre 1975 à Wynyard en Tasmanie) est une ancienne joueuse australienne de basket-ball, évoluant au poste d’ailière.

## Carrière en club
| Saisons          | Équipe                               | Pays       |
| 1992-1993        | Australian Institute of Sport (WNBL) | Australie  |
| 1994-1998        | Adelaide Lightning (WNBL)            | Australie  |
| 1998-1999        | GoldZack Wuppertal                   | Allemagne  |
| 2000-2001        | Adelaide Lightning (WNBL)            | Australie  |
| 1998, 1999, 2001 | Shock de Détroit (WNBA)              | États-Unis |
| 2001-2005        | Tarbes GB                            | France     |
| 2006             | Adelaide Lightning (WNBL)            | Australie  |

## Palmarès

### Club
- 1999 : 4e au Final Four de l’Euroligue 1999
- 2002 : finaliste de la Coupe d’Europe Ronchetti

### Sélection nationale
- Jeux olympiques d'été
  -  Vice-championne olympique aux jeux 2000 de Sydney
  -  3e aux jeux 1996 d'Atlanta
- Championnat du monde de basket-ball féminin
  -  Médaille de bronze du Championnat du monde de basket-ball féminin 1998
- Autres
  - Médaille d’or des jeux du Commonwealth 2006
  - Médaille d’or des championnats du monde junior 1993

### Distinction personnelle
- Élue dans le meilleur cinq de la WNBL en 1998